# ديه ماكوين
ديه ماكوين (بالإنجليزية: Des McKeown)‏ هو لاعب كرة قدم ومدرب كرة قدم بريطاني في مركز الدفاع، ولد في 18 يناير 1970. لعب مع كوين أوف ساوث ونادي ألبيون روفرز ونادي بارتيك ثيسل ونادي سلتيك.

## وصلات خارجية
- ديه ماكوين على موقع Soccerbase.com (لاعب) (الإنجليزية)